# Corbera (Valencia)
Corbera (auch: Corbera de Alcira) ist eine Gemeinde (municipio) mit 3.173 Einwohnern (Stand: 2024) in der spanischen Provinz Valencia. Sie befindet sich in der Comarca Ribera Baja.

## Geografie
Corbera liegt etwa 38 Kilometer südlich vom Stadtzentrum Valencias in einer Höhe von ca. 15 m. Durch die Gemeinde führt die Autopista AP-7.

## Geschichte
Vom 27. bis 31. Juli 1521 kam es zur Belagerung der Burganlage (sog. Schlacht um die Burg Corbera). Die Belagerer mussten jedoch nach Annäherung eines Entsatzheeres aus Valencia abziehen.

## Demografie
| 1900 | 1910 | 1920 | 1930 | 1940 | 1950 | 1960 | 1970 | 1981 | 1991 | 2001 | 2011 | 2021 |
| ---- | ---- | ---- | ---- | ---- | ---- | ---- | ---- | ---- | ---- | ---- | ---- | ---- |
| 2110 | 2333 | 2402 | 2649 | 2963 | 3106 | 3274 | 3223 | 3148 | 3141 | 3045 | 3356 | 3088 |

## Sehenswürdigkeiten
- Burg von Corbera aus dem 11. Jahrhundert
- Vinzentinerkirche (Iglesia de los Santos Vicentes)
- Michaeliskapelle
- Rathaus

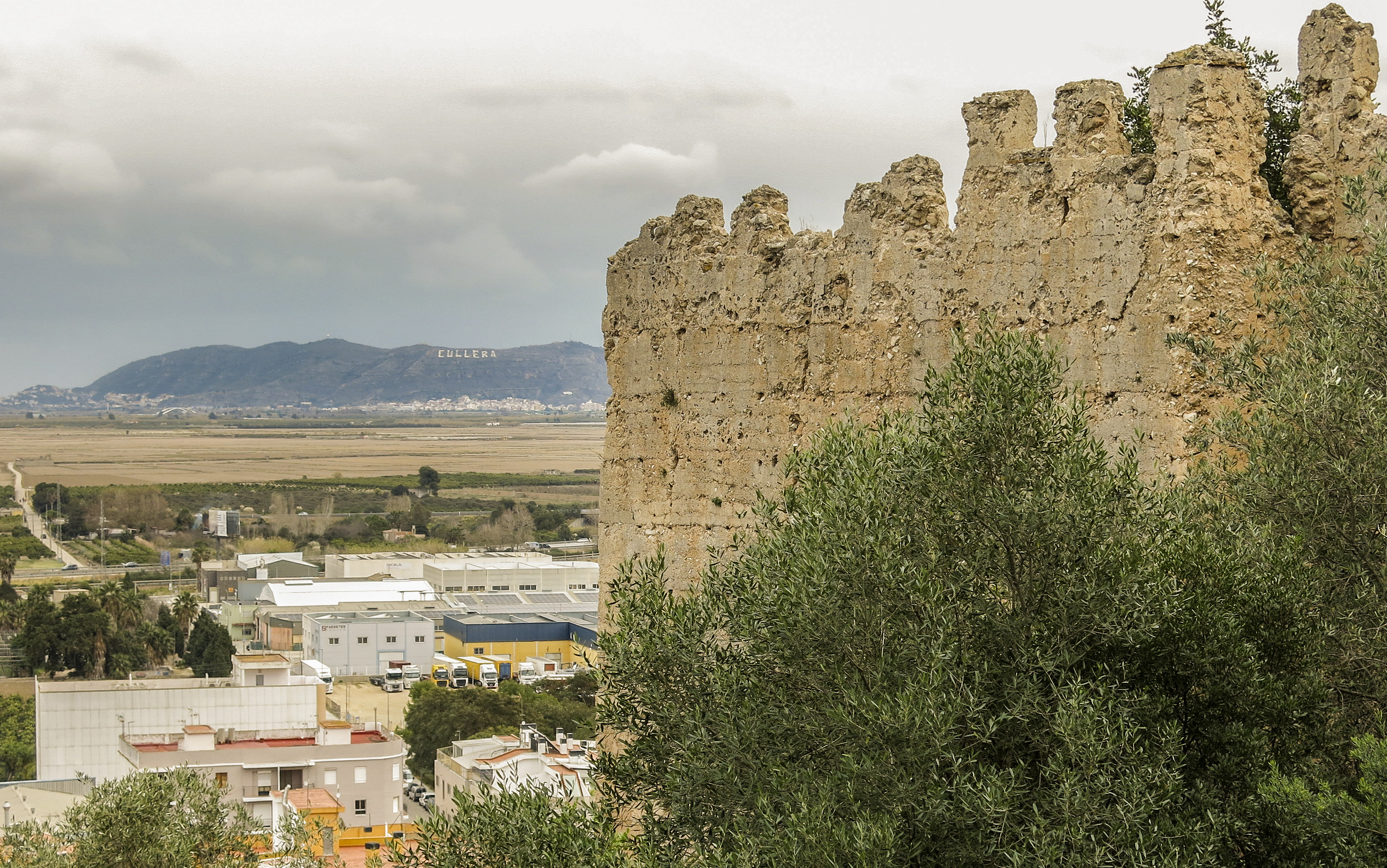
Burganlage von Corbera
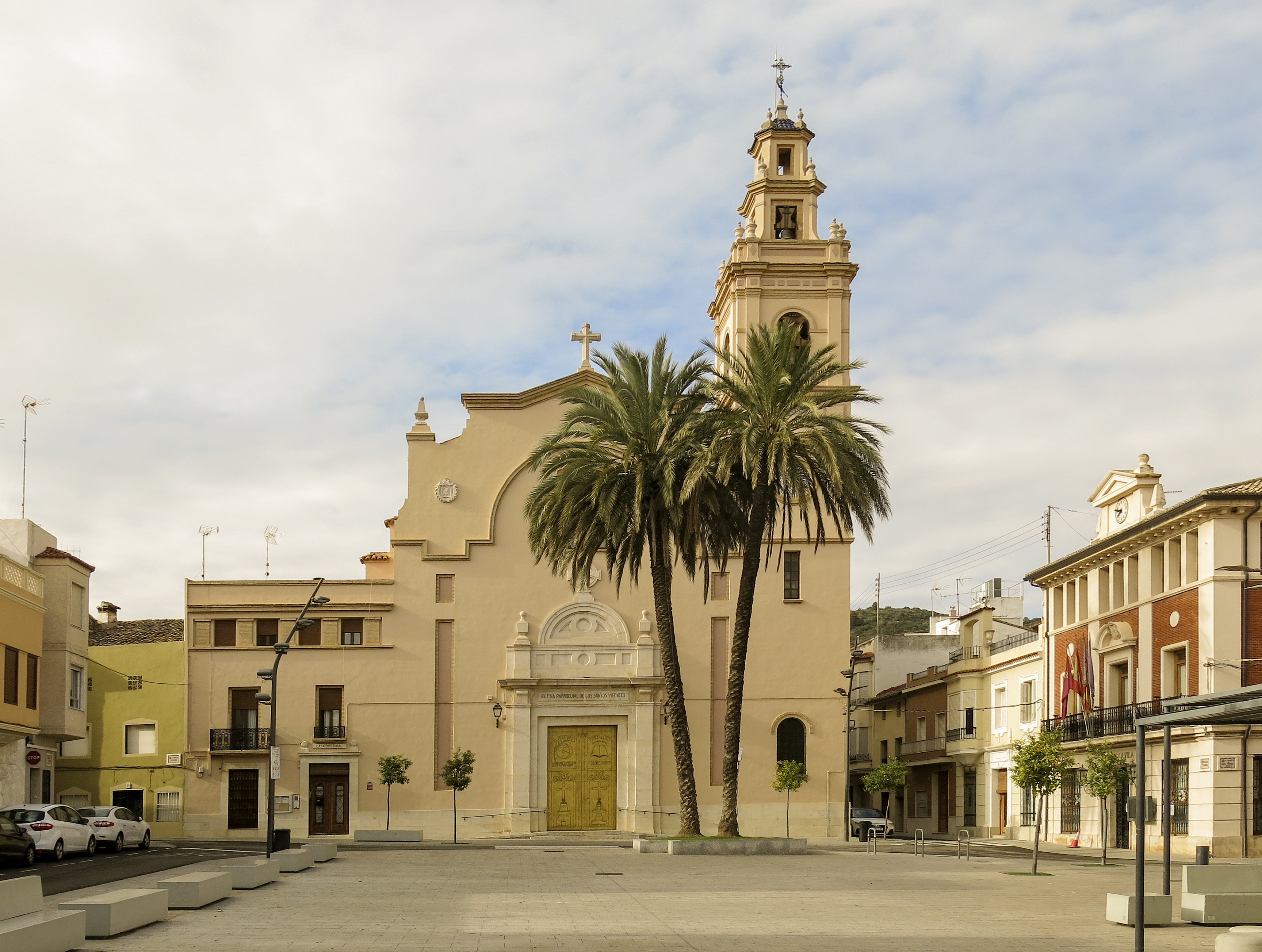
Vinzentinerkirche
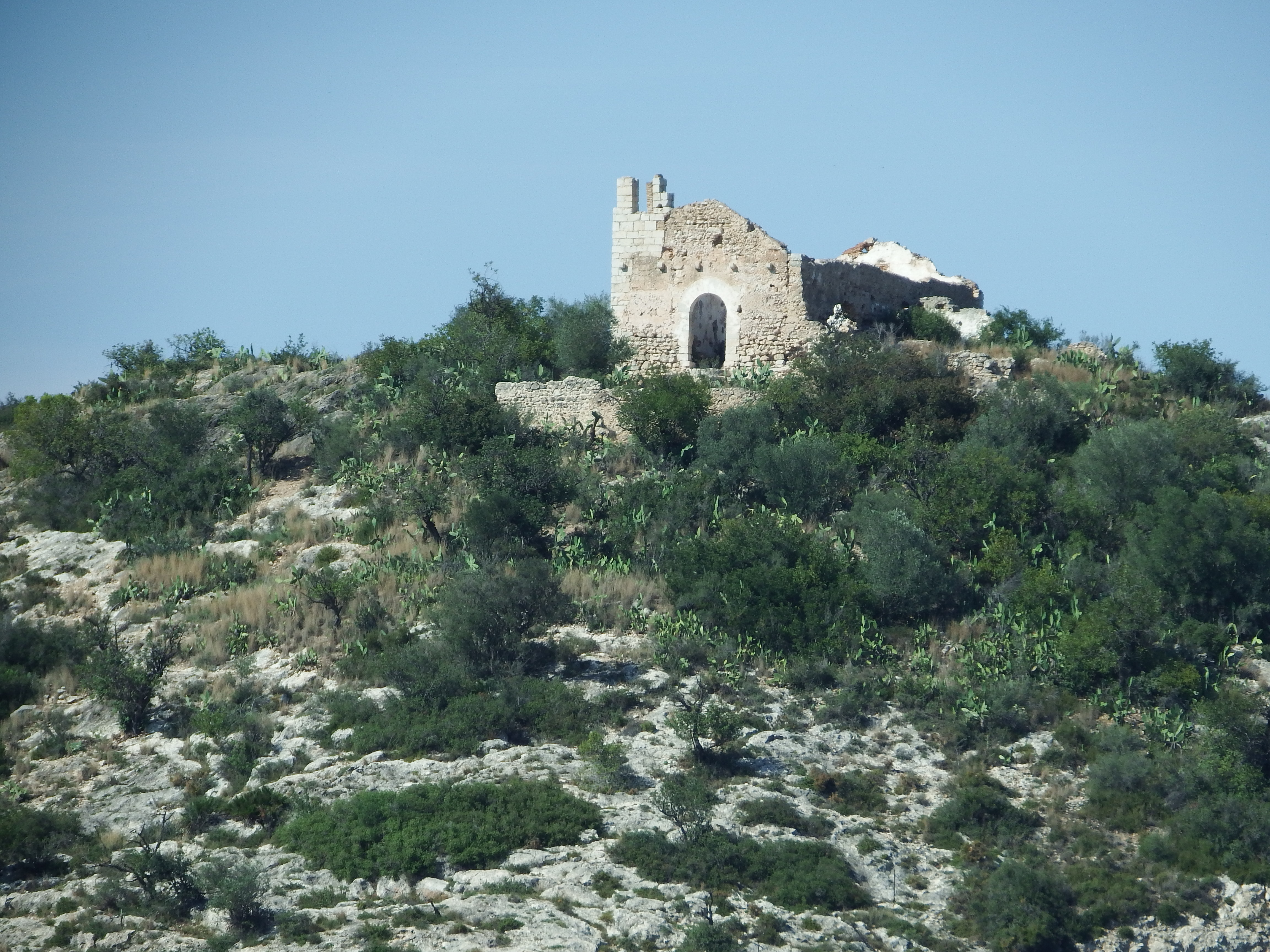
Michaeliskapelle
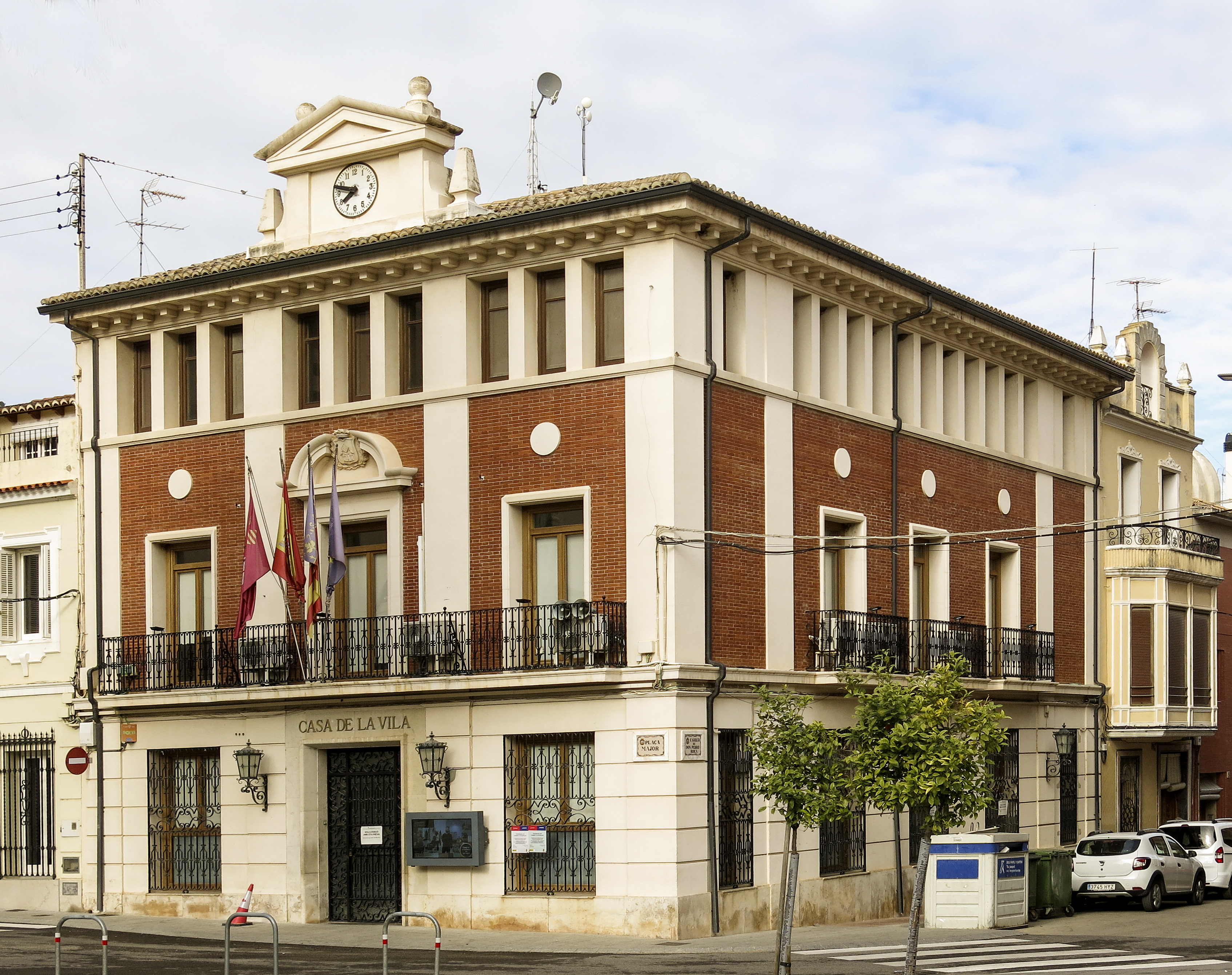
Rathaus